# Maria Lluïsa Berasategui Dolcet
Maria Lluïsa Berasategui Dolcet (Barcelona, 29 de gener de 1949) és una bibliotecària catalana.

## Trajectòria
L'any 1975 ingressà a l'INEFC Barcelona, on s'encarregà de crear la biblioteca de l'Institut. Anys més tard, el 1982, per encàrrec de la mateixa Direcció General de l'Esport de la Generalitat de Catalunya constituí la Biblioteca de l'Esport, una institució que tenia com a finalitat formar una biblioteca de recerca de temàtica esportiva. L'any 1999 a través d'una col·laboració amb la Universitat Carles III de Madrid s'ocupà de la identificació i la localització de llibres catalans antics de temàtica esportiva, i el 2007 realitzà un estudi sobre la bibliografia de les publicacions periòdiques esportives catalanes impreses a Barcelona entre els anys 1856 i 1975. Entre els anys 2003 i 2009 ocupà el càrrec de secretària executiva de l'Associació Internacional d'Informació i Documentació Esportiva, en anglès International Association for Sports Information (IASI). Durant la seva trajectòria professional ha publicat llibres i també diversos articles, tots ells relacionats amb la documentació esportiva. L'any 2003 va coordinar la col·lecció “Textos de Cultura i Esport” editada per la Secretaria General de l'Esport de la Generalitat de Catalunya.

## Publicacions

### Llibres
- L'esport s'anuncia. 1912-2002, escrit conjuntament amb Francesc Fontbona i Carles Santacana (2003)[1]

### Articles de revistes[2]
- "Nuestros primeros cincuenta años". Apunts: Medicina de l'esport, Vol. 49, Núm. 181, 2014, pàgs. 1-2.
- "Fonts bibliogràfiques per a l'estudi de l'educació física i l'esport a Catalunya (1856-1975)". Temps d'Educació, Núm 35, 2008, pàgs. 169-196.
- "M. del Carmen Rivé: Del deporte a la biblioteca. de la biblioteca al deporte". Apunts: Educación física y deportes, Núm. 63, 2001, pàgs. 105-107.
- "Datos para la historia de la prensa deportiva en Cataluña". Revista general de información y documentación, Vol. 10, Núm. 1, 2000, pàgs. 153-169.
- "El recuerdo de una exposición: en memoria de Helena Blanco". Apunts: Medicina de l'esport, Vol. 34, Núm. 131, 1999, pàgs. 44-46.
- "Amadeu Llaverias, gimnasta y bibliófilo". Apunts: Educación física y deportes, Núm. 53, 1998 (Exemplar dedicat a: Psicologia del temps aplicat a l'activitat física i l'esport), pàgs. 98-102.
- La colección de carteles de la biblioteca de l'esport". Apunts: Educación física y deportes, Núm. 48, 1997, pàgs. 116-124.